# Heinar Kipphardt
Heinar Kipphardt (Heidersdorf, 8 marzo 1922 – Monaco di Baviera, 18 novembre 1982) è stato un drammaturgo tedesco.
Il suo «teatro documentario» vicino a quello «epico» di Bertolt Brecht, portò sulla scena eventi storici clamorosi per analizzarli da punti di vista inediti e trarne insegnamenti morali. Si ricordano Joel Brand (1965), sullo sterminio degli ebrei da parte dei nazisti e sulla trattativa per il riscatto di un milione di ebrei in cambio di autocarri avvenuta a Budapest nel 1944; Sul caso J. Robert Oppenheimer (In der Sache J. Robert Oppenheimer, 1964), sul celebre procedimento giudiziario contro il fisico statunitense e, in generale, sul conflitto tra la scienza e il suo uso politico. 
Medico di formazione (neuropsichiatra), Heinar Kipphardt riflette la sua attività a favore di una psichiatria più umana nel romanzo März (1976) il cui protagonista è uno scrittore distrutto psichicamente dalla società «profondamente malata». Fra le ultime opere: Per amore verso la Germania (Aus Liebe zo Deutschland, 1980) e Fratello Eichmann (Bruder Eichmann, 1982). 

## Opere
- 1952 - Entscheidungen
- 1953 - Shakespeare dringend gesucht
- 1956 - Der Aufstieg des Alois Piontek
- 1961 - Die Stühle des Herrn Szmil
- 1962 - Der Hund des Generals
- 1964 - In der Sache J. Robert Oppenheimer
- 1965 - Joel Brand, die Geschichte eines Geschäfts
- 1967 - Die Nacht, in der der Chef geschlachtet wurde
- 1968 - Die Soldaten
- 1970 - Sedanfeier
- 1977 - In der Sache J. Robert Oppenheimer
- 1980 - März, ein Künstlerleben
- 1980 - Aus Liebe zo Deutschland
- 1982 - Bruder Eichmann (pubblicato postumo)

### Liriche
- 1949 - Es ist noch nicht zu Ende
- 1977 - Angelsbrucker Notizen
- 1953 - Auschwitz 1953

### Racconti e romanzi
- 1951 - Fremd stirbt ein junger Bruder
- 1951 - Späte Erkenntnis
- 1957 - Der Hund des Generals
- 1964 - Die Ganovenfresse
- 1976 - März
- 1977 - Der Deserteur
- 1978 - Rapp, Heinrich
- 1981 - Traumprotokolle